# Vårbrytning
Vårbrytning är en svensk TV-film från 1977, skriven och regisserad av Erland Josephson. Den fotades av Sven Nykvist och premiärvisades den 20 april 1977 i TV2 med repris den 1 maj 1977.

## Musik
- "Sonat nr 17 "Der Sturm"" av Ludwig van Beethoven